# Римник (місто)
Римник, Римніку-Серат (рум. Râmnicu Sărat, Rîmnicu Sărat) — місто в Східній Румунії, в румунській Молдові, на р. Римник, в повіті Бузеу. 38,8 тис. мешканців (2002).
Швейна, харчова, тютюнова, нафтопереробна, машинобудівна, меблева промисловість.

## Географія

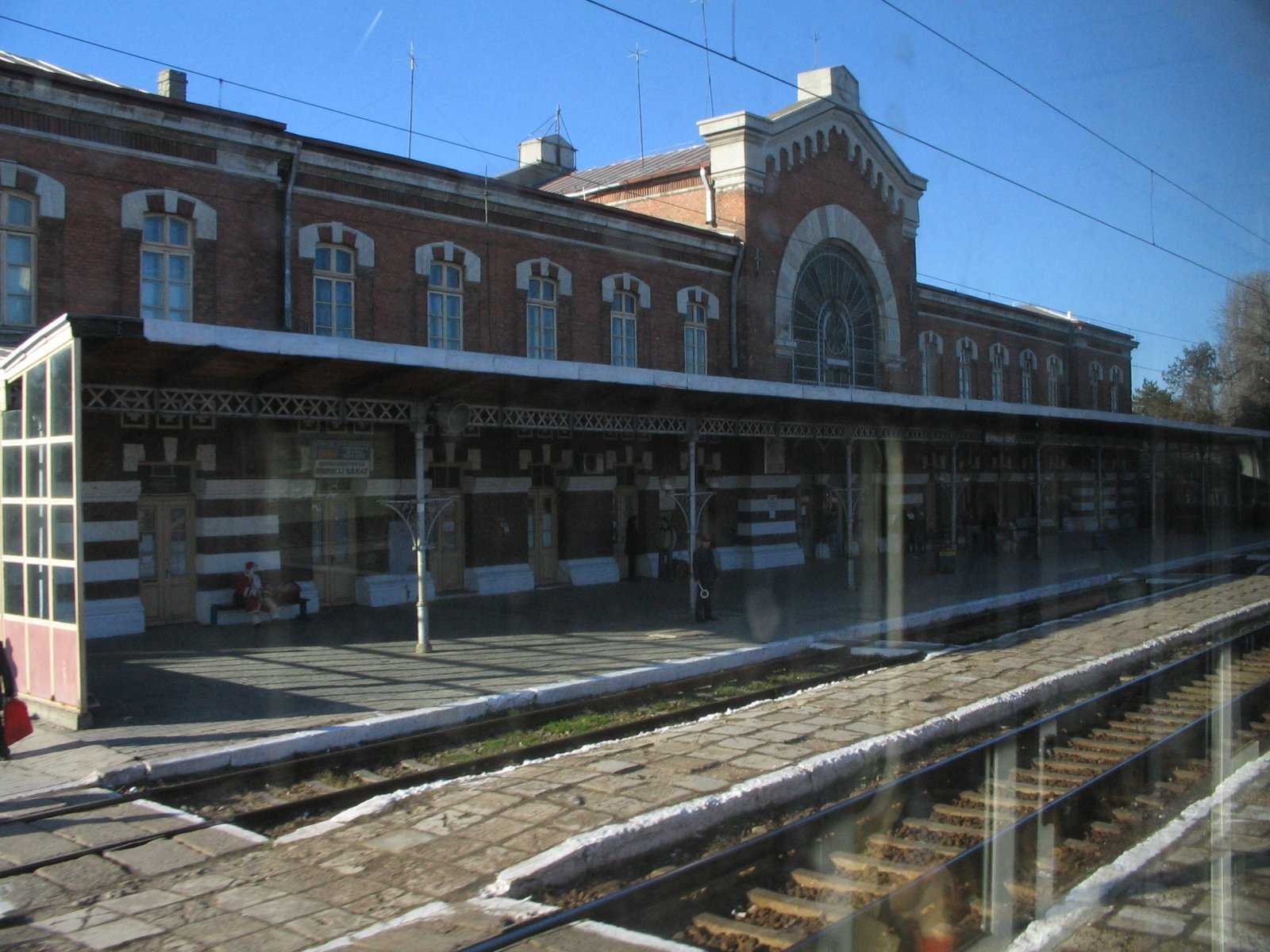
Римніку-Сарат, вокзал, побудований між 1893 і 1898 роками.

Місто розташоване на півночі Мунтенії та повіту Бузеу, на лівому березі річки з тією ж назвою. Через місто проходить автострада A7, яка з'єднує Бузеу з Фокшанами, з'єднана вузлом Римніку-Серат. Вузол виводить на DN22, який веде на схід до Бреїли, а звідти далі до Тулчі та Констанци. На захід DN22 веде до північної частини міста, де закінчується на DN2, старому шляху між Бузеу та Фокшанами. Також від DN22 відходить і DJ202 (районна дорога), яка веде від міста вниз уздовж річки Римніку-Сарат до сусідніх населених пунктів.
Через Римніку-Сарат проходить також залізниця Бузеу-Марешешті, місто обслуговується залізничним вокзалом Римніку-Сарат, спроектованим архітектором Ніколае Міхаєску.

## Історія
Найдавніша згадка про назву "Римніку-Сарат" датується 8 вересня 1439 року. Це був торговельний привілей, виданий Владом Дракулом для польських, російських та молдавських купців, у якому говорилося, що «ліовяни» (можливо, це стосується місцевих жителів) повинні платити перше мито в Римніку-Сарат, дві угорські флорини за кожен візок, що перевозив товари, а потім вже сплачувати й інші мита. Як місто, Римніку-Сарат вперше згадується у 1474 році.

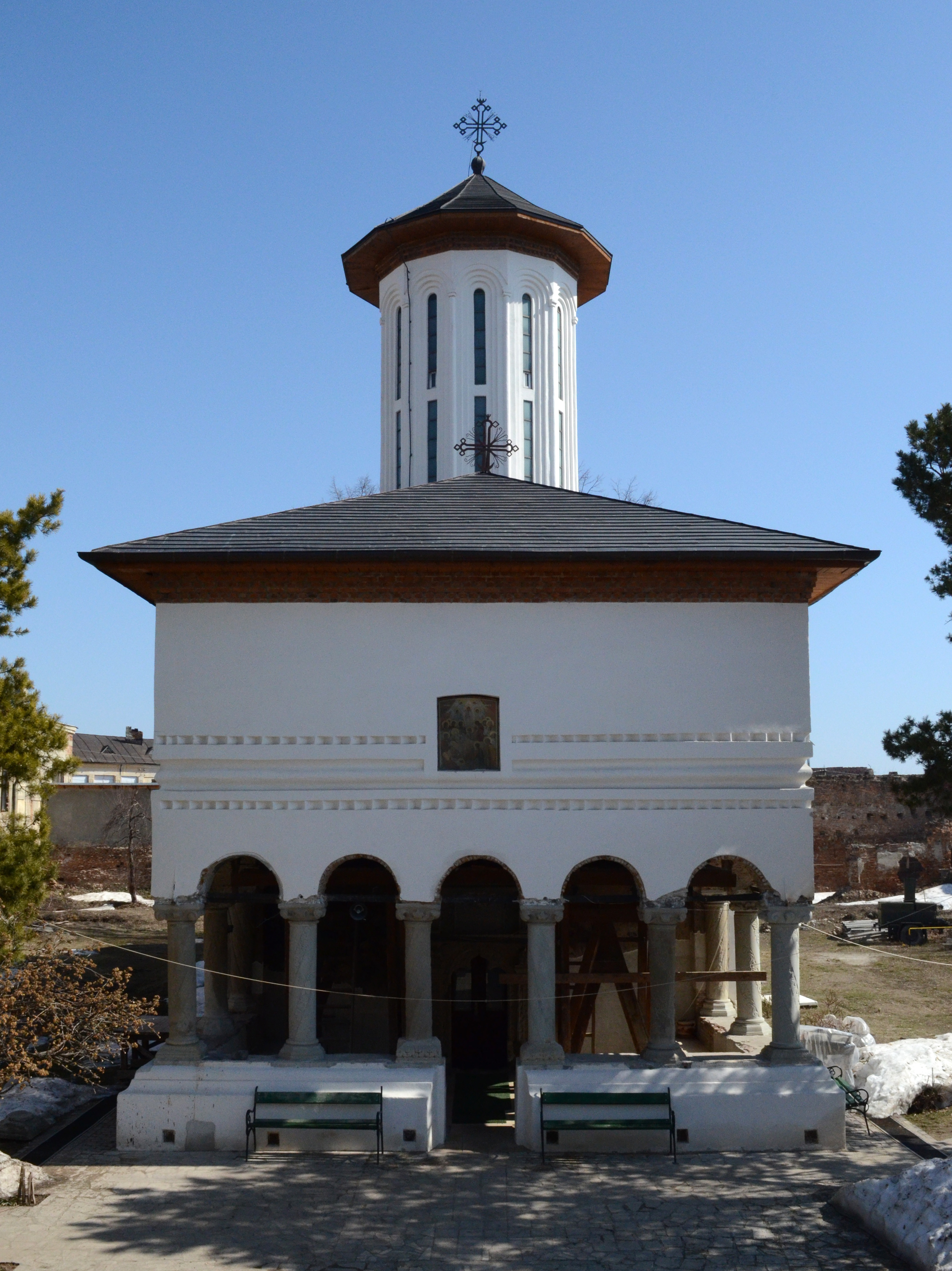
Церква "Успіння Пресвятої Богородиці", збудована Костянтином Бранковеану у 1697 році.

Наприкінці XIX століття Римніку-Серат був адміністративним центром однойменного повіту (з 1862 року, коли він був перенесений сюди з Фокшанів) і мав населення 13 134 жителі. В місті діяли навчальні заклади, зокрема гімназія "V. Boerescu", відкрита в 1889 році, а також 2 міські початкові школи для хлопців, 2 для дівчат, одна сільська змішана школа та дві приватні школи. Постачання води було проблемним, оскільки річка Римніку-Серат, що протікала через місто, мала солону воду, непридатну для пиття. Питна вода доставлялася трубопроводами з Радучешті і розподілялася через 12 громадських криниць. Адміністративно місто було поділене на три райони: Червоний (центральна частина міста, званий Ватра Орашулуй), Жовтий на південь (райони Пітареска та Еркулешть) та Синій на північ (район Святого Миколая).
Серед восьми православних церков, згаданих у Великому Географічному Словнику Румунії, найстарішою була церква, пов'язана з першою документальною згадкою міста, з часів молдовської окупації Римніку під час боїв між Штефаном Великим та Раду III Вродливим у 1474 році. Це була церква "Піатра", на місці якої зараз знаходиться церква Святої Параскеви. Однак головною церквою була церква Успіння Пресвятої Богородиці, збудована Костянтином Бранковеану та спатаром Михайлом Кантакузіно в 1697 році. Іншими старими та важливими церквами міста були церква "Святі Воєводи" – Кеца, збудована в 1765 році, церква "Робеска", збудована в 1784 році бившим велепитаром Ассанахе Нікулеску, та церква "Багдат", збудована Думітрашку Багдатом у 1753 році та відремонтована в 1870 році його нащадками, церква, яка також мала лікарню.
У 1925 році Римніку-Серат зберігав статус адміністративного центру повіту, одночасно будучи також резиденцією пласи "Орашул" в його складі. Число населення зросло до 14 535 осіб.
У 1950 році повіт Римніку-Серат був ліквідований, і місто отримало статус регіонального центру та резиденції району Римніку-Серат у складі регіону Бузеу, а після 1952 року — в складі регіону Плоєшті.
У часи комунізму в Римніку-Сераті функціонував тюремний заклад, яким командував майор Олександру Вішинеску. Тут утримувалися кілька важливих постатей румунської політики, серед яких Іон Міхалаче, Іон Діаконеску та Корнеліу Копосу. Тюрма була закрита в 1963 році, а командант Вішинеску був переведений до Плоєшті.
У 1968 році Римніку-Серат втратив статус адміністративного центру і був включений до складу повіту Бузеу. У 1994 році місто Римніку-Серат отримало статус муніципалітету.

## Відомі особистості
У поселенні народився:
- Траян Севулеску (1889—1963) — румунський біолог.